# Publicação periódica

A capa de uma edição da revista de acesso livre PLOS Biology, publicada mensalmente pela Public Library of Science

Publicações periódicas, em geral designadas simplesmente como periódicos, são publicações em papel ou em meio eletrônico que geralmente são publicadas em intervalos de tempo regulares e pode de assunto específico ou de assuntos vários.

## Periodicidade
Quanto à periodicidade pode ser diária (por dia), bissemanal (2x na semana), semanal (1x semana), quinzenal (a cada 15 dias), bimensal (a cada 15 dias), mensal (1x mês), bimestral (a cada 2 meses), trimestral (4 fascículos/números por ano), quadrimestral (3 fascículos/números por ano), semestral (2 fascículos/números por ano), anual (1 fascículo/número por ano) ou quinquenal (5 fascículos/números por ano).

## Características
A principal característica do periódico é a continuidade, pois sua duração é indeterminada. A publicação periódica apresenta um aspeto bibliográfico uniforme. Cada caderno publicado chama-se fascículo ou número. A reunião de um determinado grupo de fascículos constitui o volume.